# Alulă

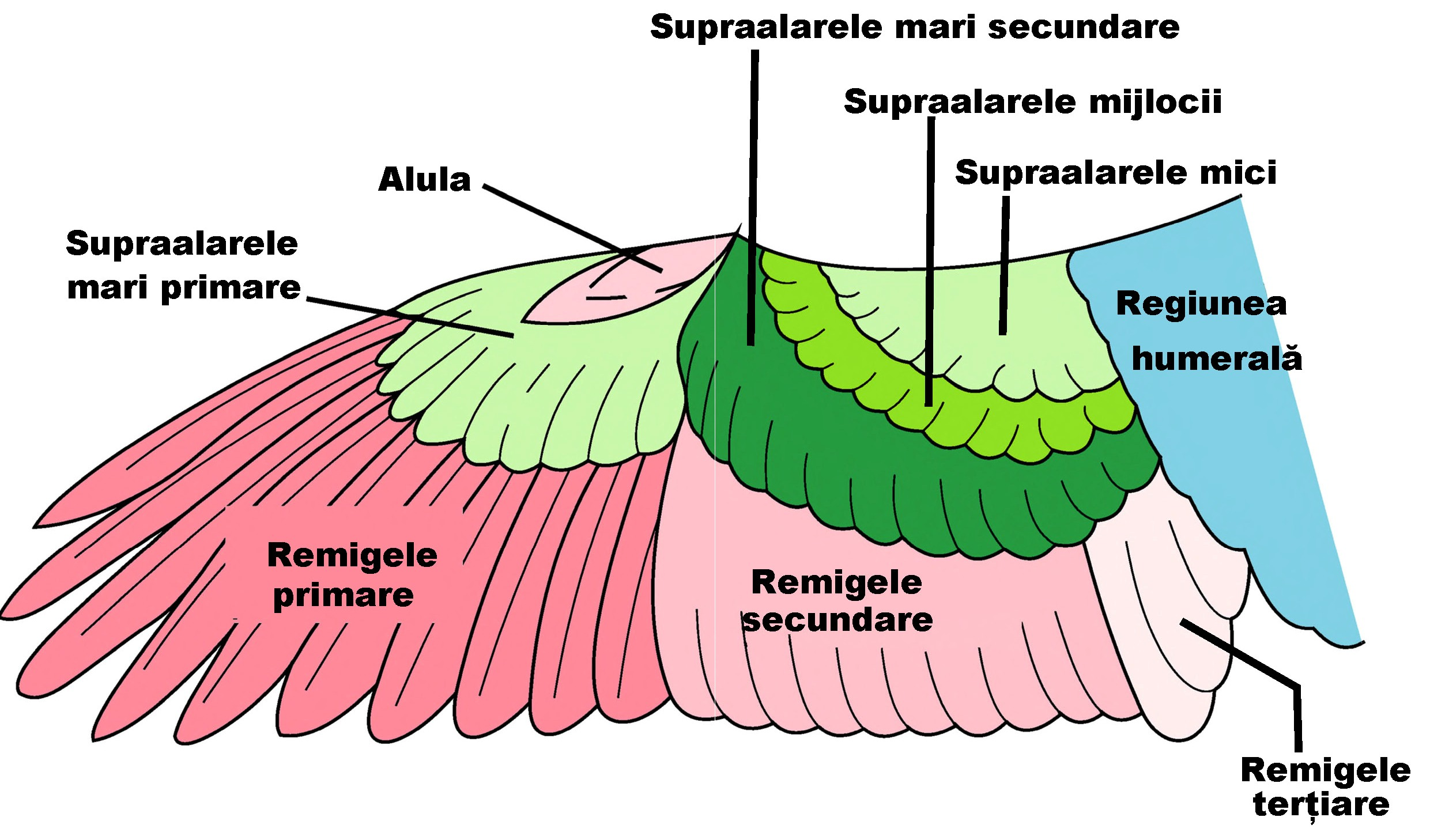
Aripa văzută dorsal

Alula, sau spuria, remigele policarului, sunt penele scurte, tari,  ale aripilor care se inserează la oasele corespunzătoare primului deget (numit policar) al aripii la păsări. Alula se află în partea anterioară a aripii. Pe primul deget se inseră de regulă 3-4 remige policiare ale alulei, dar și 6 la pasărea liră (Menura novaehollandiae). Alula servește pentru a da penelor aripilor o rigiditate cât mai mare în timpul zborului, apăsându-le la bază, dar și pentru ușurarea unor manevre în mișcarea aeriană, iar la unele păsări acvatice, drept cârmă sau ramă în timpul înotului sub apă, de ex. la  rață catifelată (Melanitta fusca).